# Jazda na krawędzi
Motocykle 3D: Jazda na krawędzi (oryginalny tytuł: TT3D: Closer to the Edge) – brytyjski film dokumentalny z 2011 roku w reżyserii Richarda De Araguesa. W Polsce premiera odbyła się 6 kwietnia 2012 roku.

## Fabuła
Film opowiada o pasji, wolności wyboru i woli walki, której akcja rozgrywa się na brytyjskiej wyspie Man. Od 1904 roku organizowane są tam uliczne wyścigi motocyklowe "Isle of Man TT Races" - zaliczane do jednych z najbardziej widowiskowych i niebezpiecznych imprez tego typu na świecie. Wyspa jest jedynym terytorium należącym do Wielkiej Brytanii, na którym nie obowiązuje ograniczenie prędkości. W dokumencie występuje legenda wyścigów motocyklowych Guy Martin. Bohaterem filmu jest także Ian Hutchinson, który na motocyklu Honda CBR 600RR oraz CBR 1000RR wygrał 5 kolejnych wyścigów na Wyspie Man w 2010 roku. Dokonał tego jako pierwszy w historii. Narratorem filmu jest Jared Leto, amerykański piosenkarz i aktor, wokalista zespołu 30 Seconds to Mars.

## Obsada
- Guy Martin jako on sam
- Ian Hutchinson jako on sam
- Jared Leto jako narrator
- John McGuinness jako on sam
- Michael Dunlop jako on sam
- Keith Amor jako on sam